# Ludwig Crüwell
Ludwig Crüwell (Dortmund, 20 marzo 1892 – Essen, 25 settembre 1958) è stato un generale tedesco, noto soprattutto per aver preso parte alle azioni dell'Afrikakorps durante la seconda guerra mondiale. Venne catturato dagli inglesi il 29 maggio 1942 a causa di un atterraggio sbagliato del suo aereo, fu internato a Trent Park, il campo britannico per prigionieri di guerra di alto rango, dove le sue conversazioni erano soggette a sorveglianza segreta. 

## Biografia

### Prima guerra mondiale
Ludwig Crüwell si arruolò nell'esercito nel 1911 come alfiere nel 9° Dragoni a Metz. Allo scoppio della guerra, entrò in azione con il suo reggimento come tenente e si distinse come capo pattuglia in Francia. Successivamente partecipò alla Campagna d'Oriente, come aiutante di campo e a Brzeziny, prese parte all'attacco di cavalleria che portò allo sfondamento del fronte russo. Partecipò poi al tentativo di rapinare il quartier generale del Granduca Nikolaj Nikolaevič e nel 1916 fu promosso a sottotenente.

### Periodo interbellico
Dopo la fine della guerra, fu arruolato nella Reichswehr e trasferito al ministero della Reichswehr. Nel maggio 1922 fu promosso capitano e nel 1925, fu trasferito allo stato maggiore della 2. Kavallerie-Division a Breslavia. Dal 1928 al 1931 fu comandante di squadrone nel Reiter-Regiment 12 a Großenhain in Sassonia e fu poi trasferito al comando del VI Distretto Militare, che dall'ottobre 1935 fu chiamato VI Corpo d'Armata. Fu arruolato nelle truppe anticarro nel 1934 e nel 1937 a Stoccarda con il grado di colonnello. Il 1° febbraio 1938 assunse il comando del Panzer-Regiment 6 a Neuruppin.

### Seconda guerra mondiale

#### Fronte orientale
Nel marzo 1939 divenne capo reparto nello stato maggiore dell'heer e dal 1° novembre 1939 Quartiermastro generale della 16. Armee. Il 1° dicembre 1939 fu promosso a Maggiore Generale e nell'agosto 1940 gli fu affidata la responsabilità della costituzione dell'11. Panzer-Division, di cui poi sarà comandante. Guidò questa divisione durante la campagna dei Balcani, riuscendo a sfondare le fortificazioni jugoslave nella valle del Risava, prendendo Niš e avanzando verso Belgrado. Per i successi della divisione, il 14 maggio 1941 gli fu conferita la Croce di Cavaliere della Croce di Ferro. La divisione fu coinvolta anche nel fronte orientale e l'8 luglio 1941 e dopo aver sfondato due linee di bunker, conquistò la zona a sud di Žitomir. Il 10 luglio iniziò il contrattacco sovietico e la divisione dovette respingerli su tutti i lati, tuttavia fu completamente circondata, richiedendo il supporto aereo. Per la sua leadership nella battaglia, il 1° settembre 1943 gli fu conferita la Croce di Cavaliere della Croce di Ferro con le Foglie di Quercia.

#### Campagna d'Africa
Il 15 settembre 1941 divenne comandante dell'Afrikakorps. Nelle prime ore del mattino del 18 novembre 1941 iniziò l'Operazione Crusader e tre giorni dopo, Crüwell guidò l'Afrikakorps in un contrattacco, fu poi coinvolto nella battaglia di Sidi Rezegh, che non si concluse prima della mezzanotte del 23 novembre 1941 e le unità britanniche subirono pesanti perdite. Il 1° dicembre 1941 fu promosso General der Panzertruppe ed il 9 marzo 1942 fu nominato comandante della Panzerarmee Afrika.

#### Cattura
La mattina del 29 maggio 1942, durante un volo di ricognizione, il suo "Fieseler Storch" sorvolò le linee britanniche e fu colpito dal fuoco delle mitragliatrici abbattuto e dopo l'atterraggio di fortuna, riuscì ad uscire dall'aereo, ma venne fatto prigioniero dagli inglesi, dai quali venne liberato nel dicembre 1947.

## Onorificenze

### Onorificenze tedesche
Mentre prestava servizio nel suo ruolo di comandante di una Panzer-Division, il Maggiore Generale Crüwell sfondò le posizioni di confine jugoslave nella valle del Nisava e raggiunse l'obiettivo assegnato di Belgrado entro cinque giorni, nonostante le pessime condizioni meteorologiche e stradali. Nel processo, lui e i suoi uomini annientarono almeno cinque divisioni nemiche e una divisione di cavalleria, innescando anche la disintegrazione di ulteriori elementi significativi dell'esercito jugoslavo. La resistenza del nemico fu così infranta al punto che il governo fu costretto a offrire un cessate il fuoco già il giorno dopo la cattura di Belgrado.